# Іссум
Іссум (нім. Issum) — громада в Німеччині, знаходиться в землі Північний Рейн-Вестфалія. Підпорядковується адміністративному округу Дюссельдорф. Входить до складу району Клеве.
Площа — 54,51 км2. Населення становить 12 113 ос. (станом на 31 грудня 2020).